# Nasarawa United Football Club
O Nasarawa United Football Club é um clube de futebol com sede em Nasarawa, Nigéria. A equipe compete no Campeonato Nigeriano de Futebol.

## História
O clube foi fundado em 2003.